# Villetaneuse
Villetaneuse település Franciaországban, Seine-Saint-Denis megyében. Lakosainak száma 12 432 fő (2022. január 1.). Villetaneuse Épinay-sur-Seine, Montmagny és Saint-Denis községekkel határos.

## Népesség
A település népessége az elmúlt években az alábbi módon változott:
| Lakosok száma | 12 451 | 12 658 | 13 224 | 13 646 | 13 557 | 13 574 | 13 433 | 12 663 | 12 432 |
|               | 2013   | 2015   | 2016   | 2017   | 2018   | 2019   | 2020   | 2021   | 2022   |